# Rue de l'Étoile (Paris)
Pour les articles homonymes, voir Rue de l'Étoile.
ne pas confondre avec l'ancienne rue de l'Étoile dans le quartier Saint-Gervais, aujourd'hui une portion de la rue du Fauconnier.
La rue de l'Étoile est une voie du 17e arrondissement de Paris, en France.

## Situation et accès
La rue de l'Étoile est une voie publique située dans le 17e arrondissement de Paris. Elle débute au 25-29, avenue de Wagram et se termine au 20, avenue Mac-Mahon.

## Origine du nom
Elle doit son nom au voisinage de la place de l'Étoile et du boulevard de l'Étoile sur lequel elle débouchait.

## Historique

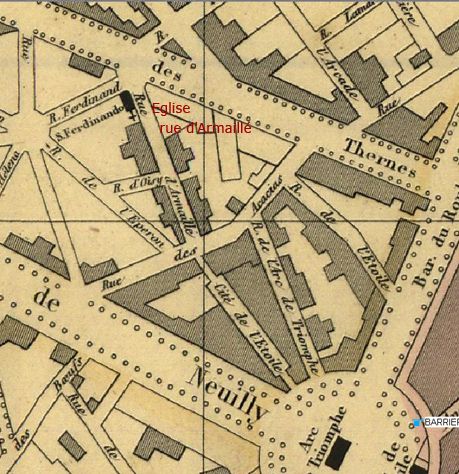
Plan de Dyonnet (1849).

Initialement ouverte aux environs de 1840, elle allait du boulevard de l'Étoile (mur des Fermiers généraux et future avenue de Wagram), jusqu'à la rue des Acacias.
Plus ancienne que ses deux voisines parallèles, les rues Brey et Troyon qui n’apparaissent sur les plans qu'en 1851, la rue de l’Étoile relie entre elles les avenues de Wagram et de Mac Mahon.
Au milieu du XIXe siècle, cette petite rue était peuplée de selliers, de carrossiers et, plus tard, de sous-traitants des nombreuses manufactures d’automobiles qui fleurissaient dans le quartier.
À la fin du XXe siècle, la rue de l'Étoile fut plutôt réputée pour ses salons de massage, ses boîtes de nuit, ses dames galantes et ses voyantes.

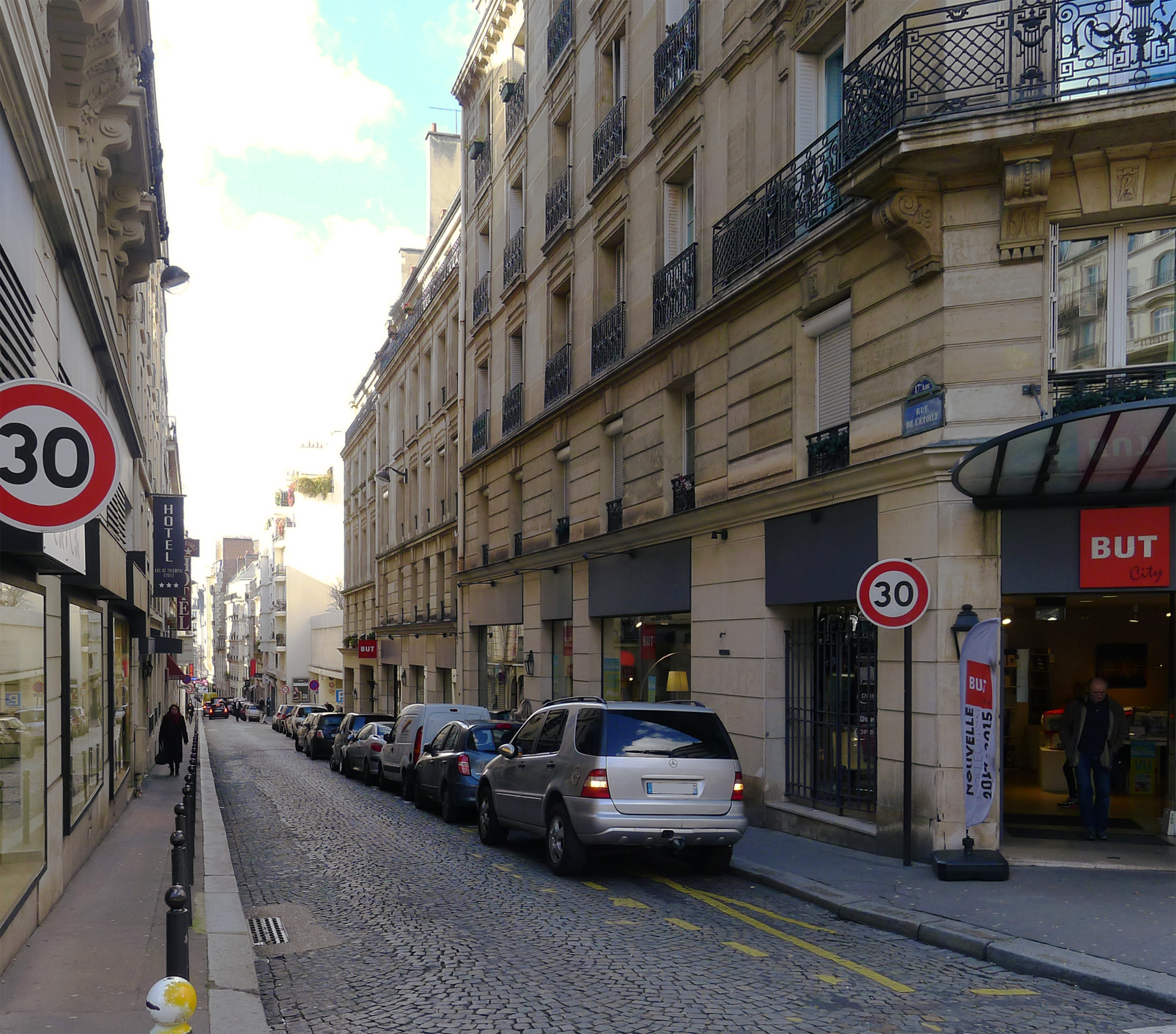
Rue vue depuis l'avenue de Wagram.
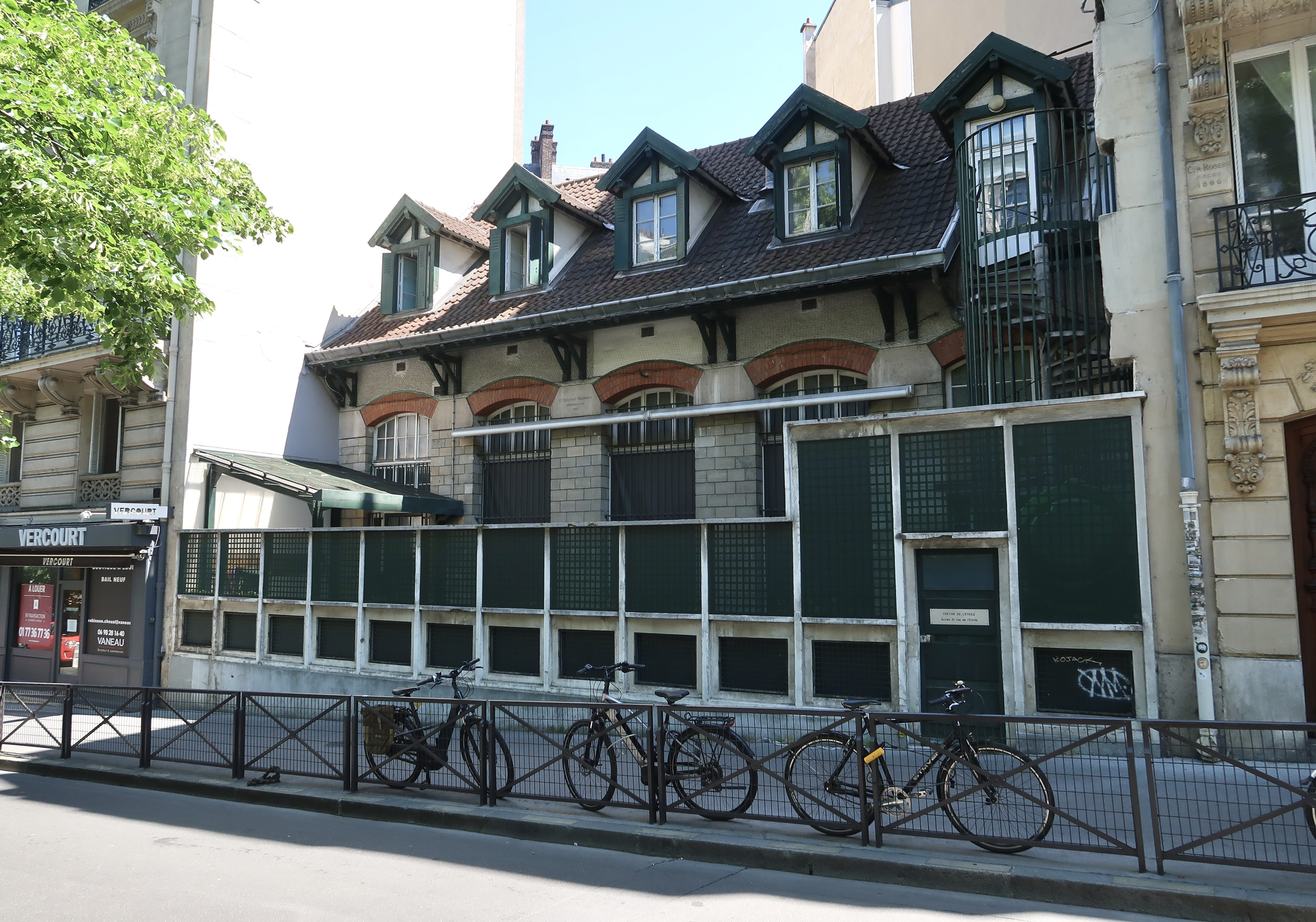
Crèche vue de l'avenue Mac-Mahon.

## Bâtiments remarquables et lieux de mémoire

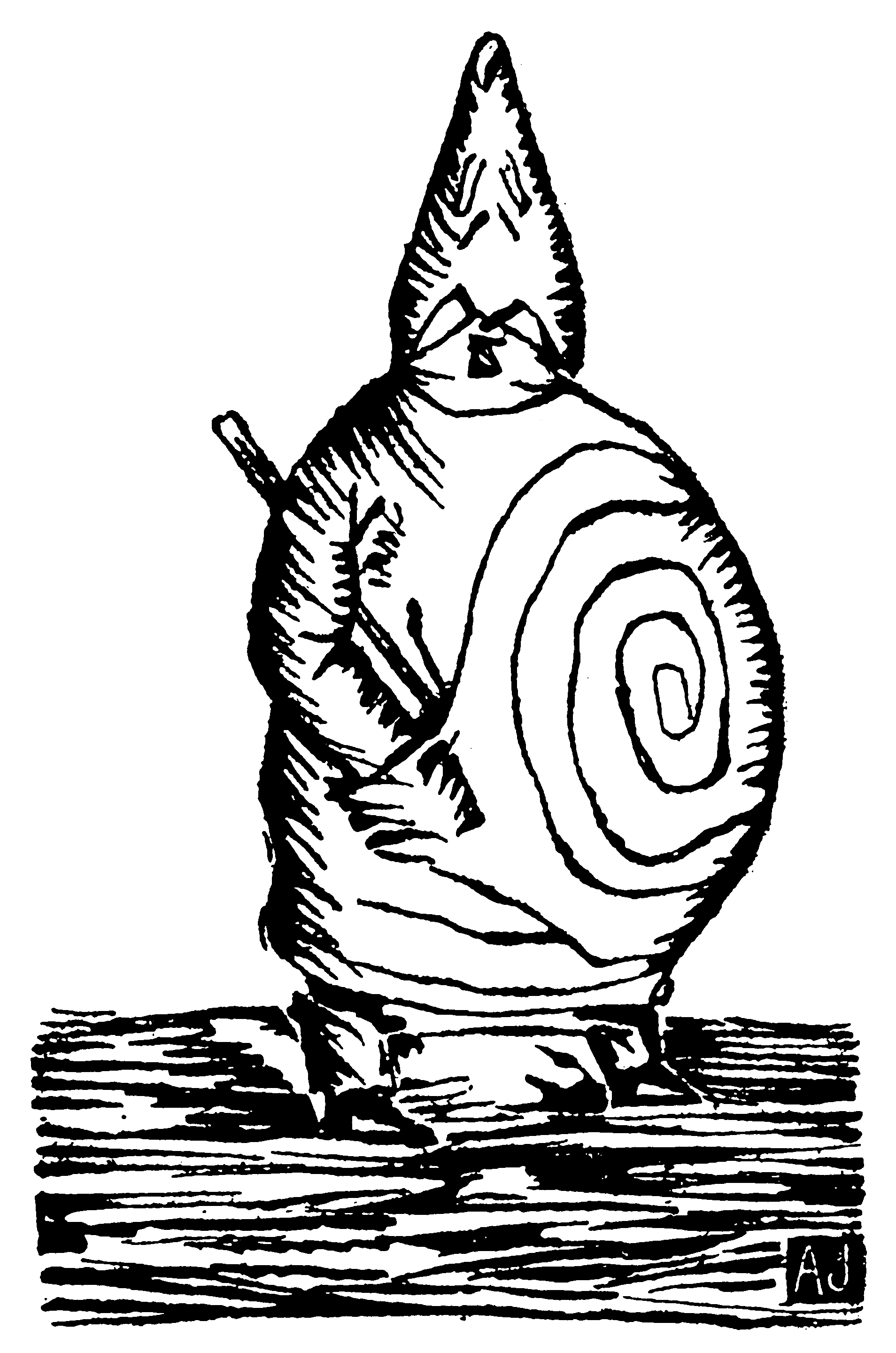
Ubu roi.

- No 4 bis : théâtre de la Comédie-Wagram aujourd'hui disparu. Inauguré en 1926 sous le nom d'Œil de Paris, ce fut d'abord un cabaret de revues. Cinéma en 1929 et 1930, la salle se tourne vers le théâtre  et devient, à la Libération, la Comédie-Wagram puis brièvement Foly-Étoile, en 1959. Elle disparaît en 1964 lors d’une opération d’urbanisme de grande envergure qui bouleverse et banalise tout le pâté de maisons ;
  - c'est aussi à cette adresse que se réunissaient dans les années 1950 les membres du collège de 'Pataphysique[1], parmi lesquels Raymond Queneau, Boris Vian, Michel Leiris, Ionesco, Prévert et Joan Miró. La pataphysique serait « l’ancêtre poétique de la physique quantique » en sachant que « le vrai pataphysicien ne prend rien au sérieux, sauf la 'pataphysique… qui consiste à ne rien prendre au sérieux[2] ».

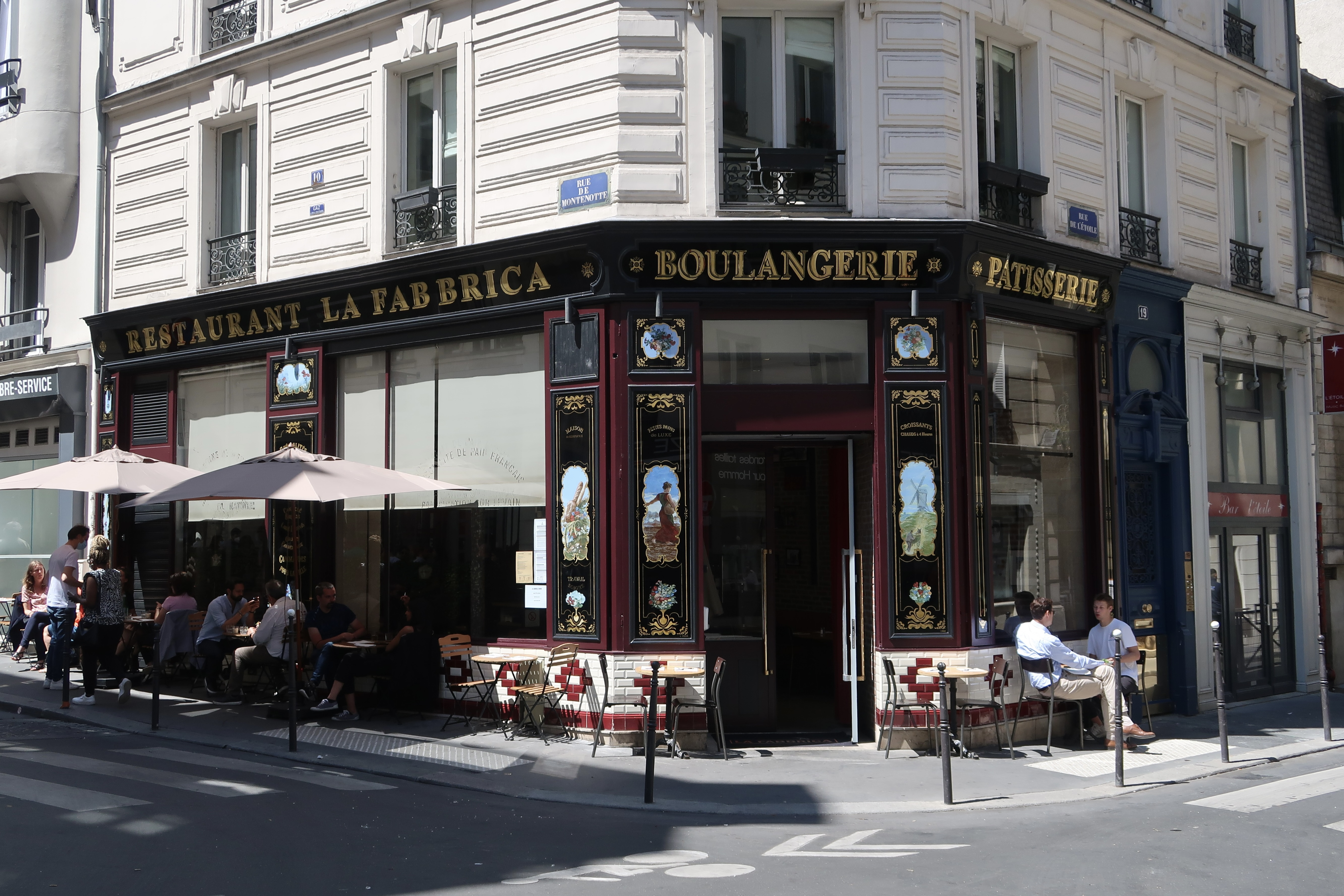
No 19 : l'ancienne boulangerie de l'Étoile.

- No 19 : façade d'une ancienne boulangerie qui fait l'angle avec la rue de Montenotte, préservée lors de sa transformation en restaurant à la fin du XXe siècle.
- No 21 : entrée de la crèche du 17e arrondissement, visible également depuis l'avenue Mac-Mahon (elle y ressemble à un chalet). Elle est construite en 1897 par l'architecte F. Constant Bernard et n'a pas changé de l’extérieur[3].
- À noter que le cinéma dénommé Club de l’Étoile se trouve en fait rue Troyon.